# Sabrina Grdevich
Sabrina Grdevich (* 7. Oktober 1970 in Brampton, Ontario) ist eine kanadische Schauspielerin.

## Leben und Leistungen
Grdevich debütierte mit einer Sprechrolle im japanischen Zeichentrickfilm Sailor Moon S: Der Spielfilm – Schneeprinzessin Kaguya aus dem Jahr 1994. Im nächsten Jahr war sie im kanadischen, für das Fernsehen produzierten Kriminalfilm Little Criminals zu sehen. Für diese Rolle wurde sie im Jahr 1997 als Beste Nebendarstellerin für den Gemini Award nominiert. Eine weitere Nominierung für den gleichen Preis brachte ihr im Jahr 1998 ihre Rolle in der Fernsehserie Traders, in der sie in den Jahren 1996 bis 1999 auftrat. Für die Nebenrolle in der Filmbiografie Milgaard (1999) erhielt sie 1999 den Gemini Award.
Im kanadischen Filmdrama Lola (2001) übernahm Grdevich die Hauptrolle. In der Komödie Secretary (2002) trat sie an der Seite von Maggie Gyllenhaal und James Spader auf. In der Komödie Wedding Bells (2005) spielte sie eine Freundin der Verlegerin Pippa McGee (Heather Graham).

## Filmografie (Auswahl)
- 1994: Sailor Moon S: Der Spielfilm – Schneeprinzessin Kaguya (Bishôjo senshi Sailor Moon S: The Movie)
- 1995: Little Criminals
- 1995–2000: Sailor Moon (Fernsehserie)
- 1996–1999: Traders (Fernsehserie)
- 1999: Milgaard
- 1999: Black and Blue – Du entkommst mir nicht (Black and Blue)
- 1999: The 4th Floor
- 2000: Washed Up
- 2001: A.I. – Künstliche Intelligenz (Artificial Intelligence: AI)
- 2001: Lola
- 2001: Mile Zero
- 2002: Secretary
- 2002: The Glow – Der Schein trügt (The Glow)
- 2003: Fast Food High
- 2003: Hurt
- 2003: Slings and Arrows (Fernsehserie)
- 2004: Book of Love
- 2004: Trouser Accidents
- 2004: The Human Kazoo (Kurzfilm)
- 2005: Wedding Bells (Cake)
- 2010: Republic of Doyle – Einsatz für zwei (Republic of Doyle, Fernsehserie, 1 Folge)
- 2011: Flashpoint – Das Spezialkommando (Flashpoint, Fernsehserie, 1 Folge)
- 2012: Saving Hope (Fernsehserie, 1 Folge)
- seit 2016: Slasher (Fernsehserie, 10 Folgen)
- 2018: Designated Survivor (Fernsehserie, 1 Folge)
- 2019: Ransom (Fernsehserie, 1 Folge)
- 2019: Coroner – Fachgebiet Mord (Coroner, Fernsehserie, 1 Folge)
- 2021: Saying Yes to Christmas  (Fernsehfilm)
- 2021: Murdoch Mysteries (Fernsehserie, 1 Folge)
- seit 2021: Ginny & Georgia (Netflix-Serie)
- 2023: Wong & Winchester (Fernsehserie, 1 Folge)